# دیرک استرویک
دیرک یان استرویک (به هلندی: Dirk Jan Struik) (زاده ۳۰ سپتامبر ۱۸۹۴ در روتردام - ۲۱ اکتبر ۲۰۰۰ در بلمونت) ریاضیدان و تاریخ‌نگار ریاضیات اهل هلند بود.

## زندگی
او فرزند یک معلم بود و در دن هاخ به مدرسه رفت. در ۱۹۱۹ به عضویت حزب کمونیست در آمد و تا پایان عمر این عضویت را داشت. از سال ۱۹۱۲ به تحصیل در دانشگاه لایدن پرداخت و در اینجا از استادانی همچون هندریک لورنتز بهره برد. سپس یکچند در آلکمار به شغل معلمی سرگرم شد و پس از آن به تحصیلاتش ادامه داد و در سال ۱۹۲۲ درجه دکتری را با رساله ای دربارهٔ بنیان‌های هندسه دیفرانسیل به دست آورد. در ۱۹۲۳ در اوترخت به عنوان استاد به کار پرداخت. استرویک با بورس بنیاد راک فلر توانست در رم نزد لوی-چیویتا و در دانشگاه گوتینگن نزد ریشارد کورانت به کار بپردازد. وی با کورانت درس گفتارهای فلیکس کلاین (که در آن زمان به تازگی درگذشته بود) دربارهٔ تاریخ ریاضیات در سده نوزدهم را به چاپ رساند. در ۱۹۲۶ در موسسه فناوری ماساچوست (ام آی تی) به عنوان استاد به کار مشغول شد و در آنجا به کار هندسه دیفرانسیل و تاریخ ریاضیات پرداخت. در ۱۹۴۰ به درجه استادی تمام رسید. استرویک در دوران مک کارتیسم از رد کمونیسم تن زد و بدینگونه برای ۵ سال تا سال ۱۹۵۵ از ام آی تی اخراج شد. در ۱۹۶۰ بازنشسته شد. وی پس از آن به تدریس در هاروارد، مکزیک و اوترخت پرداخت.
استرویک افزون در کتابهایی در هندسه دیفرانسیل ۲ کتاب نیز در زمینه تاریخ ریاضیات نوشت. وی در سال ۱۹۸۹ به پاس پژوهش‌هایش جایزه کنت ا. می را از کمیته جهانی تاریخ ریاضیات دریافت کرد. او ۳ دختر داشت که از آن میان یکی همچون خودش استاد ریاضیات شد.

## آثار
- A Concise History of Mathematics, 1948, viele Auflagen, Dover 1987
- Abriß der Geschichte der Mathematik. 7. Auflage, Berlin, VEB Deutscher Verlag der Wissenschaften 1980.
- A Sourcebook of Mathematics 1200 – 1800. Princeton University Press 1986 (und Harvard University Press 1969).
- Lectures on Classical Differential Geometry, 1950, 2. Auflage, Addison-Wesley 1961, Dover 1988
- Grundzüge der mehrdimensionalen Differentialgeometrie in direkter Darstellung. Springer-Verlag 1922.
- The Birth of the Communist Manifest. 1971.
- Yankee Science in the Making – Science and Engineering in New England from Colonial Times to the Civil War, 1948, Dover 1992,
- The Land of Stevin and Huygens – a sketch of science and technology in the Dutch Republic during the Golden Century. Reidel, Dordrecht 1981.
- Theory of linear connections. Springer-Verlag 1934.
- Analytic and Projective Geometry. Addison-Wesley 1953.
- Interview, Mathematical Intelligencer Bd.11, 1989, Nr.1.